# Micropterix cassinella
Micropterix cassinella és una espècie d'arna de la família Micropterigidae. Va ser descrita per Kurz, M. A., M. E. Kurz & Zeller l'any 2010.
L'envergadura varia d'uns 2.7-3.3 mm pels mascles i uns 3-4 mm per les femelles.
És una espècie endèmica d'Itàlia.